# Харви (Северна Дакота)
Харви (енгл. Harvey) град је у америчкој савезној држави Северна Дакота.

## Демографија
По попису из 2010. године број становника је 1.783, што је 206 (-10,4%) становника мање него 2000. године.
| Група             | 2000.         | 2010.         |
| Белци             | 1.965 (98,8%) | 1.742 (97,7%) |
| Афроамериканци    | 0 (0,0%)      | 1 (0,1%)      |
| Азијати           | 3 (0,2%)      | 0 (0,0%)      |
| Хиспаноамериканци | 10 (0,5%)     | 18 (1,0%)     |
| Укупно            | 1.989         | 1.783         |